# مارتین دچف
مارتین دچف (بلغاری: Мартин Дечев؛ زادهٔ ۱۲ آوریل ۱۹۹۰ – درگذشتهٔ ۲۱ دسامبر ۲۰۲۴) بازیکن فوتبال اهل بلغارستان بود.
از جمله باشگاه‌هایی که وی در آن‌ها بازی کرد، می‌توان به باشگاه فوتبال لودوگورتس رازگراد و باشگاه فوتبال زسکا صوفیه اشاره کرد.
دچف در ۲۱ دسامبر ۲۰۲۴، در حالی که در حال بازی در یک مسابقه فوتبال بود، در سن ۳۴ سالگی درگذشت.